# Lettera di Tawagalawa
La cosiddetta lettera di Tawagalawa (o più correttamente Lettera di Piyama-Radu)  è una lettera in lingua luvia/ittita inviata nella prima metà del XIII secolo a.C. da un re ittita di incerta identificazione al sovrano dello Stato miceneo ricordato dagli archivi ittiti come Aḫḫiyawa. La lettera si componeva in origine di tre tavolette in argilla di cui ci è giunta solo la terza.
L'importanza del testo deriva dal fatto che esso offra numerose notizie sulla situazione politica dell'Anatolia del periodo e perché riferisce di una disputa, presumibilmente armata, tra Ittiti e Ahhiyawa per la città-stato di Wilusa, la Troia dei Greci, richiamando alla memoria così le vicende della guerra di Troia omerica.
Il nome con cui è conosciuto il testo si deve ad un iniziale errore di traduzione: Tawagalawa, figura che il mondo accademico ormai identifica come un sovrano di Aḫḫiyawa: infatti è il primo soggetto in esso nominato, e fu allora erroneamente ritenuto l'autore delle azioni in esso narrate; in realtà il suo ruolo è marginale, mentre il protagonista è invece Piyama-Radu, un personaggio citato anche in altri testi ittiti.

## Il testo
1. Il sovrano ittita si rivolge al destinatario usando un tono estremamente accondiscendente ed appellandolo con i titoli di "grande re" e "mio fratello", formule di cortesia riservate solo ai re di pari potenza[6].
2. La lettera riferisce come Piyama-Radu, definito "sobillatore ed avventuriero", stia utilizzando i territori anatolici sotto il controllo di Aḫḫiyawa per portare avanti insurrezioni e attacchi nell'area arzawa, soggetta al controllo ittita. Il re chiede all'altro monarca di adoperarsi per trattare con Piyama-Radu e di negargli l'uso dei propri territori come appoggio[7], ovvero la sua collaborazione per assicurarlo agli Ittiti qualora la mediazione fallisca.
3. Nel testo emerge che il re ittita ritenga quello di Aḫḫiyawa connivente con il proprio nemico: egli ricorda le passate ostilità tra Ittiti e Aḫḫiyawa su Wilusa e la successiva pace[8], episodi di cui erano stati protagonisti entrambi i sovrani, e riferiva"...di aver già ammesso le mie cattive azioni verso di te, fratello.... "[9] e che "...mi hai giustamente rimproverato di aver usato la forza contro di te. Ma io ero ancora giovane all'epoca..."[10].
4. Nella lettera si fa riferimento anche ad un tale Tawagalawa[11], identificato come il fratello del re di Aḫḫiyawa ed a propria volta, pare ormai acclarato, Grande Re; ed infatti è a lui, in un episodio narrato nel testo, ed al re ittita mittente che si appella la popolazione Lukka per far cessare gli attacchi di Piyama-Radu. I fatti che vedono coinvolto Tawagalawa sono narrati in un passato prossimo nel quale, questi, sembra aver avuto una frequentazione usuale con l'area Arzawa e buoni rapporti con gli Ittiti[12].
5. Vengono citate anche altre figure quali Lahurzi[13], fratello di Piyama Radu, ed Atpa, suo genero e governatore di Millawata/Mileto per conto di Aḫḫiyawa; si nomina soprattutto come rappresentante del re ittita il principe Kurunta[14], una delle figure più affascinanti e dibattute della storia ittita.
6. Possibilmente proprio per Kurunta[15], per la prima volta nei testi ittiti a noi giunti si utilizza un termine, Tartenu, il cui significato non è certo ma che secondo gli storici dovrebbe avvicinarsi molto a "Figlio del re", "Principe Ereditario", figura quest'ultima per cui in luvio/ittita esiste già un termine specifico ben noto: Tuhkanti. In un passaggio seguente il re chiarirà che il Tartenu in questione sia un suo figlio[16].
7. A dispetto della etimologia akkadica (Tardennu = secondo in ordine, graduatoria)[17], emerge chiaramente dal testo come il Tuhkanti, secondo nella gerarchia del regno solo al sovrano, ed il Tartenu siano due figure diverse: Piyama-Radu infatti domanda al re ittita che gli venga inviato in sua vece il tuhkanti[18], e si stizzisce quando a riceverlo arriva invece il tartenu, probabilmente Kurunta. Questa sottile differenziazione ha dato luogo ad ampi dibattiti accademici su chi possano essere i due principi in questione, sui loro ruoli e di conseguenza sull'identità del sovrano scrivente.

## Identificazione del mittente
È uno degli enigmi più affascinanti della "ittotologia": il re ittita che inviò la lettera al sovrano di Aḫḫiyawa è stato identificato alternativamente con Hattušili III o Muwatalli II.
Inizialmente il testo fu attribuito a Muwatalli II, ma nel corso degli anni '90 prevalse l'idea di assegnarlo a suo fratello minore, con Hawkins, Starke, Bryce, Hoffner, Bilgin e Latacz sostenitori di questa teoria tra gli altri; nel decennio successivo, invece, Gurney rilanciò l'idea originaria di Muwatalli, sostenuto anche da Freu, Unal, Smit ed oggi Woudhuizen, ma recisamente opposto, oltre che dagli storici succitati, da Miller e De Martino, convinti assertori dell'identità di Hattušili quale mittente.
La terza via, poco seguita negli anni, è che l'autore possa essere invece Muršili III, figlio di Muwatalli detronizzato da Hattusili, in carica dal 1272 al 1265, per il quale in realtà molti elementi sarebbero calzanti.
Ciò che generalmente viene accettato è che la contesa su Wilusa possa essere la medesima narrata anche nella Lettera di Manhapa-Tarhunta, databile all'incirca al 1285 a.C. Gli studiosi che ritengono Muwatalli il mittente, datano la lettera di Tawagalawa subito prima della battaglia di Qadeš del 1274 a.C., ritenendo che Muwatalli volesse rendere stabile i confini occidentali del regno prima di affrontare il conflitto con l'Egitto ad Est. Coloro che sostengono che il re ittita fosse Hattušili, la collocano invece subito dopo il trattato di pace con gli Egizi, intorno al 1255 a.C.
Alcune delle argomentazioni a favore dell'una o dell'altra ipotesi sono le seguenti:
1. Lo stile particolarmente diplomatico ed elaborato e il tono accondiscendente sono stati ritenuti più consoni al carattere di Hattusili piuttosto che a quello del più rude fratello[23].
2. Il riferimento a Piyama-Radu fa pensare a Muwatalli: nella Lettera di Manhapa-Tarhunta, del 1285 a.C. circa già Atpa viene citato come suo genero, indicando che Piyama-Radu fosse nato non dopo il 1320, e probabilmente prima; nel 1255 a.C. sarebbe dunque stato all'incirca settantenne e sembrerebbe poco verosimile che fosse ancora in lotta contro gli Ittiti; se la lettera fosse stata scritta da Muwatalli intorno al 1275 a.C. avrebbe invece avuto tra i 45 e i 50 anni.
3. Il re che scrive dice esplicitamente di essere stato il sovrano ittita coinvolto nella precedente disputa su Wilusa e nella Lettera di Manhapa-Tarhunta il re ittita durante la caduta e la ripresa di Wilusa è riferito essere Muwatalli[24]. Tuttavia, Beckman[25] ha sottolineato come in quegli anni Hattusili esercitasse già una notevole autorità militare e politica e potrebbe aver cosi agito in prima persona nella vicenda, sebbene il contingente che aveva ripreso Wilusa è riferito dai testi essere stato guidato dal generale Kassu e non da Hattušili[26]. Il medesimo concetto può valere anche per Mursili, che sotto il regno del padre collaborò attivamente alla gestione dell'impero anche con svariate iniziative personali, talvolta in aperto contrasto col re[27], circostanza che potrebbe anche indurlo, qualora fosse l'autore, a riferire alla propria persona azioni accadute durante il regno di Muwatalli.
4. Durante i primi anni di regno di Hattusili (1265-1260 a.C.) vi fu una rivolta nel paese di Lukka, presso l'area arzawa: alcuni storici[28] hanno dunque ipotizzato che la disputa su Wilusa descritta nella lettera di Tawagalawa possa essere sorta in quel contesto. Il re Hattusili, tuttavia, non avrebbe potuto riferirsi al momento della sua ascesa al trono scusando le proprie azioni con la giovane età, essendo egli nato nel 1314 a.C.
5. Il riferimento a Kurunta come "figlio" del mittente indicherebbe in Muwatalli l'autore, essendo questi il padre biologico del principe; tuttavia Kurunta crebbe in casa di Hattušili che potrebbe pertanto forse riferirvisi anche come figlio in senso affettivo, sebbene ciò non risulti in alcun altro testo. Ciò non esclude del tutto un giovane Mursili che salito al trono senza figli, o con figli in tenera età, avrebbe potuto indicare benissimo come temporaneo erede (da qui l'uso del termine inusuale tartenu e non di quello più comune di tuhkanti?) il fratello minore Kurunta; assai improbabile tuttavia che si riferisca al fratello minore chiamandolo "Mio figlio"[29].
6. Kurunta è considerato appunto generalmente il fratello minore di Muršili III, nato non prima del 1290-1285[30]; se fosse Muwatalli l'autore egli difficilmente potrebbe agire autonomamente come indicato (il testo daterebbe in tal caso al 1280-75), poiché Kurunta all'epoca dei fatti sarebbe stato poco più di un bambino, meno improbabile se l'autore fosse Mursili (Kurunta dovrebbe avere all'incirca 18-20 anni all'epoca dei fatti); assai più calzante in tal senso attribuire il testo ad Hattusili, a meno che, come ha argomentato in modo speculativo Woudhuizen[31] sviluppando un'idea di Freu, i Kurunta non siano due, e quello citato nel testo non sia il futuro re di Tarhuntassa, ma un altro fratello più adulto morto prematuramente.
7. Infine il fatto che i due sovrani siano gli stessi che lo erano all'epoca della contesa su Wilusa del 1285-80, senza avvicendamenti sui rispettivi troni, rende verosimile una datazione della lettera più prossima allo scontro e quindi in favore di un testo steso da Muwatalli (nel 1275 ca.) o al limite da Mursili (nel 1270 ca.) più che da Hattusili (1255 ca.).

Nonostante la maggioranza del mondo accademico propenda per Hattušili III come mittente, la questione resta aperta.

## Considerazioni ed implicazioni del testo
La tavoletta è l'unico testo a noi giunto che ci parli di uno scontro, presumibilmente armato, che abbia visto contrapposti i greci/Aḫḫiyawa a Wilusa/Troia, in tempi compatibili con la cronologia classica della guerra di Troia, ed è l'episodio storico che potrebbe aver fatto da fondamento al mito.
La sua portata sarebbe stata assai inferiore a quella che fu cantata dagli aedi greci e da Omero in particolare, ma se il mittente fosse Hattušili III il persistente ricordo, dopo un trentennio, di questo scontro indicherebbe che comunque non si sarebbe trattato di una semplice scaramuccia. L'episodio dovrebbe aver visto due distinte fasi belliche: la presa di Wilusa da parte degli Aḫḫiyawa, guidati da Piyama Radu, e la riconquista ittita della città con la cacciata dei Greci, episodio ben narrato nella Lettera di Manhapa-Tarhunta.
La figura di Piyama-Radu è uno degli enigmi maggiormente dibattuti della storia ittita: presente già nella Lettera di Manhapa-Tarhunta del 1280 ca., compare in svariate orazioni agli dei da parte di re e regine ittite e, sia pure come un personaggio del passato, nella Lettera di Millawata, databile addirittura al 1220 a.C. In base a questi testi, egli sarebbe rimasto per almeno un trentennio una vera spina nel fianco dell'organizzato apparato ittita, periodo lungo in generale per chiunque, ed in particolare per un semplice pirata o avventuriero.
Gli studiosi negli anni hanno ipotizzato che Piyama-Radu potrebbe essere stato in realtà il principe ereditario del trono arzawa del defunto re Uhha-Ziti, sconfitto dal sovrano ittita Muršili II nel 1319 a.C., che perse il regno e fuggì con i propri figli, riparando proprio nelle isole di Aḫḫiyawa. Dei figli, catturati o uccisi dagli Ittiti, conosciamo i nomi; Piyama-Radu potrebbe essere perciò il nipote di Uhha-Ziti. Questi sarebbe nato o cresciuto proprio ad Ahhiyawa dopo la fuga dell'intero casato reale arzawa, circostanza che spiegherebbe ancor meglio il legame e le operazioni svolte in Anatolia con il supporto o per conto di questo stato.
Diversamente, come ha convincentemente sottolineato Hawkins, Piyama-Radu non avrebbe avuto alcuna sensata ragione di reiterare la richiesta al sovrano ittita di essere posto su un trono come suo vassallo, trono peraltro, come ben si evince dal contesto dove egli operò, che secondo la sua richiesta, dovesse appartenere all'area Arzawa.
Lo status di "Grande Re" attribuito dal sovrano ittita a quello acheo e le elaborate formule con cui gli si rivolge sono sembrate eccessive ad alcuni storici, nei confronti del sovrano non di un grande regno ma di uno dei principati o città stato degli Ahhiyawa. Altri invece hanno fatto notare come questi ultimi avessero assunto in Anatolia una sempre maggiore importanza e la città di Millawata fosse stata da loro riconquistata per fungere da base operativa nell'area; pertanto un sovrano "primo tra pari" delle varie città-stato micenee (tipo l'Agamennone omerico) avrebbe potuto benissimo essere percepito dagli Ittiti come un Gran Re. Probabilmente, al di là di queste considerazioni, l'intenzione del re ittita fu anche quella di blandire il destinatario della lettera, allo scopo di ottenere la sua collaborazione per fermare il pericolo rappresentato da Piyama-Radu, anche se la percezione che gli Ittiti ritenessero Aḫḫiyawa una importante entità politica e militare è palese.
La figura di Tawagalawa, rimasta nell'ombra per anni, sembra oggi trovare ampio consenso nel mondo accademico che lo identifica non più come fratello del Re di Aḫḫiyawa ma bensì come Grande Re di Aḫḫiyawa a tutti gli effetti. Posto che lo si identifichi come tale in un episodio del passato recente rispetto alla datazione della lettera, gli studiosi si dividono tra chi veda in lui il Gran Re di Aḫḫiyawa predecessore del fratello, attuale re e destinatario della lettera, e chi lo ritenga invece un personaggio contemporaneo al testo, sovrano a sua volta di una diversa città-stato micenea rispetto al destinatario. La questione non è banale poiché in un caso (come sostengono Latacz e Kelder) Aḫḫiyawa potrebbe rivelarsi un'entità unica che racchiuderebbe in uno stato solo la gran parte o la totalità del mondo acheo, nell'altro (come ritengono Beckman e Taracha) si delineerebbe invece come una serie di piccole entità politiche indipendenti, confluenti in una confederazione comune in casi eccezionali, come narrato peraltro da Omero. In quest'ultimo caso il destinatario della lettera sarebbe il sovrano Primo tra pari che tanto ricorda l'Agamennone omerico.
Sorprendente il riferimento a Kurunta con il possibile appellativo di erede al trono, cioè tuhkanti, o più probabilmente tartenu (Paragrafo 5, ii 4-6), il cui significato, non chiaro, non si scosta comunque molto per gli studiosi da principe ereditario. Per quanto noto finora, mai Kurunta rivestì tale ruolo sotto alcun re: se confermata, tale informazione getterebbe una luce nuova anche sugli sviluppi che negli anni seguenti portarono alla diaspora dell'impero.
Non sappiamo se Muršili III avesse già nominato nel suo breve regno un erede, è però noto il nome sia del tuhkanti di Muwatalli II (cioè Muršili III appunto) che di Hattušili III (Nerikkaili, poi scavalcato nella gerarchia dal fratello Tudhaliya IV), ed è pertanto probabile che ci si riferisca a Kurunta come Tartenu; l'esatta identificazione del significato del termine potrebbe fornire dati importantissimi sul contesto storico e sugli eventi che seguirono.